# Максимилиан Баденский
Максимилиан Александр Фридрих Вильгельм Баденский (нем. Maximilian Alexander Friedrich Wilhelm Prinz von Baden; 10 июля 1867[…], Баден-Баден, Великое герцогство Баден, Германский союз — 6 ноября 1929[…], Залем, Республика Баден, Веймарская республика) — баденский принц из династии Церингенов, немецкий политик и военный деятель, последний канцлер Германской империи (с 3 октября по 9 ноября 1918 года). Объявил об отречении Вильгельма II и покинул свой пост, передав полномочия Фридриху Эберту. Его именем назван дворец принца Макса в Карлсруэ.

## Биография
Родился в семье принца Вильгельма Баденского и Марии, княжны Романовской и герцогини Лейхтенбергской (из рода Богарне). Внук великого герцога Леопольда Баденского, принцессы Софии Шведской, герцога Максимилиана Лейхтенбергского и великой княгини Марии Николаевны.
Придерживался либеральных взглядов и до, и во время Первой мировой войны. Осенью 1918 года Максимилиан был назначен канцлером Германии, чтобы договориться о перемирии с союзниками и сохранить монархию. Фактически на посту канцлера, за месяц с небольшим в сложной обстановке, принц проделал большую работу по обеспечении перехода от старого режима к демократическому правительству, основанному на партиях большинства и Рейхстаге и монархии британского типа. Сформировал правительство, которое впервые включало представителей социал-демократов: Фридриха Эберта и Филиппа Шейдемана и требовало формального доверия Рейхстага. Сам Эрих Людендорф призывал к преобразованию империи в парламентскую монархию с участием оппозиционных партий и социал-демократов, чтобы самим не подавать прошение о прекращении огня и не брать на себя ответственность за военное поражение. Несмотря на это принц Макс добился увольнения Людендорфа с поста начальника штаба 26 октября.
Во время наступления союзников во Фландрии и начале Кильского восстания моряков, положившего начало Ноябрьской революции, принц Макс был болен и не смог действовать с должной энергией. В специальной литературе имеются различные утверждения о характере его болезни. По словам писателя научной литературы Манфреда Васольда, он заразился испанским гриппом. Историк Лотар Махтан, с другой стороны, считает, что болезнь имела политическую подоплеку. После ноты Вильсона от 23 октября, чтобы добиться от американцев более благоприятных условий мира и при этом сохранить монархию, принц Макс добивался отречения кайзера Вильгельма II, для чего безуспешно просил баварского короля выступить с обращением к императору. Вильгельм бежал из Берлина 29 октября и теперь находился в штаб-квартире Верховного главнокомандующего армией в Спа, Бельгия. Поскольку кронпринц Вильгельм придерживался ещё более консервативных и репрессивных взглядов, чем его отец, преемником должен был стать старший 12-летний внук императора Вильгельм Прусский, для которого принц Макс планировал сделать регентом принца Эйтеля Фридриха. Первоначально этому помешала императрица Августа-Виктория, которая, как мнению Махтана, угрожала предать гласности компрометирующие принца сведения. 1 ноября у принца случился тяжелый нервный срыв, который врачи лечили, погрузив его в сон с помощью препарата опиума. Принц Макс смог возобновить свои официальные обязанности только 3 ноября.
Усилия дипломатов обеспечить перемирие были прерваны вспышкой революции в Германии в первые дни ноября. Максимилиан, понимая, что кайзер не сможет сохранить трон, с 3 по 8 ноября убеждал его отречься, чтобы предотвратить гражданскую войну. Вильгельм II отверг это предложение и приказал генералам готовиться к походу на Берлин. Однако генералы возразили, что армия не подчинится такому приказу. Кайзер колебался, желая сохранить за собой корону Пруссии, что с точки зрения германской конституции было невозможным - король Пруссии как крупнейшего германского государства являлся президентом союза и императором. Получив 8-9 ноября информацию о переходе берлинского гарнизона на сторону революционеров, свержении короля Баварии и провозглашении ее свободным государством, не дожидаясь формального акта, Максимилиан Баденский объявил в Берлине об отречении Вильгельма и кронпринца и о своей отставке. Эберт обратился к принцу с просьбой стать регентом (Reichsverweser), своего рода временным главой государства до тех пор, пока национальное собрание окончательно не определит форму правления Германии. Принц отказался, потому что события уже зашли слишком далеко и он был не в состоянии с ними справится. Сразу же после этого во время обеденного перерыва в Рейхстаге Шейдеман, не проконсультировавшись с Эбертом, с подоконника провозгласил создание Веймарской республики, чтобы не допустить дальнейшего укрепления советской власти в Германии.
Максимилиан Баденский отошёл от политических дел. В декабре 1918 года леволиберальная Германская демократическая партия (ДДП) в Гейдельберге и Мангейме предложила ему свою кандидатуру на выборах в Учредительное национальное собрание в Веймаре. Принц отказался от выдвижения. Он посвятил себя - вместе с Карлом Рейнхардтом и Куртом Ханом - основанию школы Залемского замка, которая изначально имела антидемократический образовательный мандат, однако позже должна была способствовать формированию новой интеллектуальной элиты в Германии. Для Макса Баденского это была привлекательная возможность вывести значительную часть своих капиталов от налогов через «Фонд маркграфской школы». В качестве побочного эффекта он смог дать своему сыну Бертольду приличное среднее образование и оптимальное воспитание. После смерти своего двоюродного брата, последнего правящего монарха Бадена — великого герцога Фридриха II, в 1928 году возглавил баденский великогерцогский дом. Он умер после нескольких инсультов от почечной недостаточности в Залеме 6 ноября 1929 года.

## Семья
В июле 1900 года Максимилиан женился на Марии Луизе, принцессе Ганноверской (1879—1948), дочери Эрнста Августа II Ганноверского. У супругов родились двое детей:
- Мария Александра (1902—1944), замужем за принцем Вольфгангом Гессен-Кассельским;
- Бертольд (1906—1963).

При дворе упорно ходили слухи о гомосексуальной ориентации принца. По династическим причинам он вел себя как примерный муж и отец, как и его двоюродный брат Густав V. Однако это сделало его уязвимым для шантажа, который мог иметь катастрофические последствия в конце его пребывания на посту рейхсканцлера.